# Dị hóa

Giản đồ

Dị hóa là tập hợp các chuỗi phản ứng chuyển hóa phân hủy các phân tử thành các đơn vị nhỏ hơn được hoặc bị oxy hóa để giải phóng năng lượng, hoặc được sử dụng trong các phản ứng đồng hóa khác. Dị hóa phá vỡ các phân tử lớn (như polisaccarit, lipid, axít nucleic và protein) thành các đơn vị nhỏ hơn (chẳng hạn như monosaccarit, axit béo, nucleotide, và các amino acid một cách tương ứng).
Các tế bào sử dụng các monomer thoát ra từ sự phá vỡ polymer để tạo dựng một trong hai phân tử polymer mới, hoặc làm suy giảm các monome hơn nữa để sản phẩm chất thải đơn giản, giải phóng năng lượng. Chất thải của tế bào bao gồm axít lactic, axít acetic, dioxide cacbon, amonia và urê. Việc tạo ra các chất thải thường là một quá trình oxy hóa liên quan đến giải phóng các năng lượng tự do hóa chất, một số trong đó bị mất là nhiệt, nhưng phần còn lại trong số đó được sử dụng để lái tổng hợp adenosine triphosphate. Phân tử này đóng vai trò như là một cách cho các tế bào để chuyển năng lượng phát hành bởi dị hóa để các phản ứng năng lượng đòi hỏi phải tạo nên đồng hóa. (Dị hóa được xem như là sự trao đổi chất hủy diệt và đồng hóa như sự trao đổi chất xây dựng). Do đó dị hóa cung cấp năng lượng hóa học cần thiết cho việc duy trì và tăng trưởng của các tế bào. Ví dụ về các quá trình dị hóa bao gồm glycolysis, chu trình acid citric, sự phân hủy của protein cơ bắp để sử dụng các amino acid như chất nền cho gluconeogenesis, sự phân hủy chất béo trong mô mỡ để các axit béo, và oxy hóa khử amin của dẫn truyền thần kinh bởi monoamine oxidase.
Có nhiều dấu hiệu cho kiểm soát dị hóa. Hầu hết các tín hiệu được gọi là hormon và các phân tử tham gia vào quá trình chuyển hóa bản thân. Bác sĩ nội tiết có truyền thống phân loại nhiều loại hormone như anabolic hoặc catabolic, tùy thuộc vào đó là một phần của quá trình chuyển hóa chúng kích thích. Cái gọi là hormone catabolic cổ điển được biết đến từ những năm đầu thế kỷ 20 là cortisol, glucagon, và adrenaline (và catecholamine khác). Trong những thập kỷ gần đây, nhiều hormone hơn với ít nhất là một số hiệu ứng catabolic đã được phát hiện, bao gồm các cytokine, orexin (còn được gọi là hypocretin), và melatonin.
Nhiều trong số những hormone catabolic thể hiện tác dụng chống dị hóa trong mô cơ. Một nghiên cứu cho thấy rằng chính quyền của epinephrine (adrenaline) có tác dụng chống phân giải protein, và trong thực tế, đàn áp dị hóa chứ không phải thúc đẩy nó. Một nghiên cứu khác cho thấy rằng catecholamine nói chung (những chất chủ yếu là epinephrine, norepinephrine và opamine), giảm rất nhiều tỷ lệ dị hóa cơ bắp.